# Ronde van Italië 2023/Tweede etappe
De tweede etappe van de Ronde van Italië 2023 vond plaats op 7 mei. In deze etappe waren enkele klimmetjes van de vierde categorie toegevoegd. Ondanks dat was het een kans voor de sprinters. De Italiaan Jonathan Milan greep zijn kans en sprintte naar de overwinning. Voor David Dekker en Kaden Groves. 

## Verloop
De vlucht van de dag bestond uit Mattia Bais, Thomas Champion, Paul Lapeira en Stefano Gandin. Later sloot ook nog Alessandro Verre zich bij de kopgroep aan nadat hij lange tijd er alleen naar toe had gereden. De vlucht wordt op iets minder dan 40km van de aankomst ingerekend op dat moment waren ze nog maar met drie, Verre en Lapeira hadden toen al gelost.
Net voor de laatste drie kilometer was er een valpartij waardoor onder andere Brandon McNulty, Hugh Carthy, Thibaut Pinot, Rigoberto Urán, Santiago Buitrago,Tao Geoghegan Hart, Jack Haig en Jay Vine tijd verloren in het algemene klassement. Remco Evenepoel staat na deze 2e etappe nog altijd eerste in het algemene- en het jongerenklassement.
Paul Lapeira eindigde na deze etappe als eerste in het bergklassement en mag zodoende de blauwe trui dragen in de 3e etappe.

## Uitslagen
| Teramo - San Salvo (202 km) |                   |                          |          |
| Plaats                      | Naam              | Ploeg                    | tijd     |
| Winnaar                     | Jonathan Milan    | Bahrain-Victorious       | 4u55'11" |
| 2                           | David Dekker      | Arkéa Samsic             | z.t.     |
| 3                           | Kaden Groves      | Alpecin-Deceuninck       | z.t.     |
| 4                           | Arne Marit        | Intermarché-Circus-Wanty | z.t.     |
| 5                           | Marius Mayrhofer  | Team DSM                 | z.t.     |
| 6                           | Pascal Ackermann  | UAE Team Emirates        | z.t.     |
| 7                           | Fernando Gaviria  | Movistar Team            | z.t.     |
| 8                           | Niccolò Bonifazio | Intermarché-Circus-Wanty | z.t.     |
| 9                           | Jake Stewart      | Groupama-FDJ             | z.t.     |
| 10                          | Michael Matthews  | Team Jayco AlUla         | z.t.     |

| Algemeen klassement |                    |                   |          |
| Plaats              | Naam               | Ploeg             | Tijd     |
| Roze trui           | Remco Evenepoel    | Soudal-Quick Step | 5u16'29" |
| 2                   | Filippo Ganna      | INEOS Grenadiers  | + 22"    |
| 3                   | João Almeida       | UAE Team Emirates | + 29"    |
| 4                   | Stefan Küng        | Groupama-FDJ      | + 43"    |
| 5                   | Primož Roglič      | Jumbo-Visma       | z.t.     |
| 6                   | Geraint Thomas     | INEOS Grenadiers  | + 55"    |
| 7                   | Aleksandr Vlasov   | BORA-hansgrohe    | z.t.     |
| 8                   | Tao Geoghegan Hart | INEOS Grenadiers  | + 59"    |
| 9                   | Brandon McNulty    | UAE Team Emirates | + 1'00"  |
| 10                  | Jay Vine           | UAE Team Emirates | + 1'05"  |

1e etappe ·
2e etappe ·
3e etappe ·
4e etappe ·
5e etappe ·
6e etappe ·
7e etappe ·
8e etappe ·
9e etappe ·
10e etappe ·
11e etappe ·
12e etappe ·
13e etappe ·
14e etappe ·
15e etappe ·
16e etappe ·
17e etappe ·
18e etappe ·
19e etappe ·
20e etappe ·
21e etappe
Startlijst · Eindstanden · Afbeeldingen